# HD189502
HD189502 — хімічно пекулярна зоря спектрального класу
A0 й має видиму зоряну величину в смузі V приблизно  7,9.

## Пекулярний хімічний склад
Зоряна атмосфера HD189502 має підвищений вміст 
Si
.